# Lasioptera cratavae
Lasioptera cratavae är en tvåvingeart som först beskrevs av Mani 1934.  Lasioptera cratavae ingår i släktet Lasioptera och familjen gallmyggor. Inga underarter finns listade i Catalogue of Life.